# Die Bronx-Katzen
Die Bronx-Katzen (Originaltitel Switchblade Sisters) ist ein US-amerikanischer Exploitationfilm des Regisseurs Jack Hill aus dem Jahr 1975. In den Hauptrollen spielen Robbie Lee, Joanne Nail und Asher Brauner.

## Handlung
Die Silver Daggers sind eine Jugendgang mit einer Mädchenabteilung, den Dagger Debs, die von Lace (Robbie Lee) angeführt wird. Der Film beginnt damit, dass die Dagger Debs einen Geldeintreiber mit Springmessern überfallen und ihm Geld und einen Revolver abnehmen. Den Revolver schenkt Lace ihrem Freund Dom (Asher Brauner), dem Chef der Silver Daggers, dessen Gang sich in einem Imbiss trifft. Als die Dagger Debs versuchen, die restlichen Gäste des Imbisses zu vertreiben, kommt es zu einem Kampf zwischen der einäugigen Patch (Monica Gayle) und der an einem Tisch sitzenden Maggie (Joanne Nail). Nachdem Patch besiegt wird, rückt die Polizei an und verhaftet die Dagger Debs wegen des Überfalls auf den Geldeintreiber. Maggie wird irrtümlich dazugezählt und mitgenommen.
Im Jugendgefängnis gibt die bullige Wärterin Mom Smackley (Kate Murtaugh) den Ton an. Sie ist bekannt dafür, dass sie die Mädchen sexuell belästigt. Als sich Maggie gegen ihre Übergriffe wehrt, wird sie von den Wärterinnen misshandelt. Doch die Dagger Debs schützen sie und das Gefängnispersonal wird gezwungen, sich nicht mehr an den Mädchen zu vergehen. Maggie kommt früher frei als die anderen und muss Dom einen Brief von Lace übergeben.
Dom liest den Brief im Silver-Daggers-Hauptquartier laut spottend vor, worauf ihm Maggie eine Ohrfeige gibt. Er folgt ihr danach nach Hause und zwingt sie in ihrem Zimmer zum Geschlechtsverkehr.
Als die Dagger Debs wieder aus dem Gefängnis entlassen werden, sind Maggie und Lace beste Freundinnen, was Patch eifersüchtig macht und gegen Maggie intrigieren lässt. Dom macht sich dagegen Sorgen wegen der feindlichen Gang von Crabs (Chase Newhart), die an seiner High School aufgenommen werden soll. Es wird beschlossen, dass Maggie als Mutprobe, um bei den Dagger Debs aufgenommen zu werden, das Medaillon von Crabs stehlen soll. Sie schafft es und schenkt es Dom. Das ist ein weiterer Anlass für Patch, um vor Lace eine angebliche Beziehung zwischen Dom und Maggie zu behaupten.
Am ersten Tag von Crabs' Gang an der High School zeigt Dom dem Anführer, dass er jetzt das Medaillon hat. Crabs rächt sich, indem er einen Silver Dagger niederschießt und dessen Freundin vergewaltigt. Währenddessen erzählt Lace ihrem Freund Dom, dass sie schwanger sei und gerne mit ihm zusammen ein Baby haben würde. Doch der wird wütend und wirft ihr Geld hin, um das Kind abzutreiben.
Um sich an Crabs' Gang zu rächen, entwickelt Maggie einen Plan für die Daggers. Sie weiß, dass Crabs und seine Leute sich immer unbewaffnet an einer Rollschuhbahn treffen. Die Daggers wollen dort Waffen hineinschmuggeln und Crabs' Gang niederschießen. Doch der Plan schlägt fehl: Crabs Gang ist bestens vorbereitet und erwidert das Revolver-Feuer der Daggers mit Gewehren. Dom wird dabei getötet und Lace in den Bauch getreten, so dass sie das Baby verliert. Im Spital gesteht sie Patch, dass sie den Plan an Crabs verraten hat, aber eigentlich Maggie ums Leben kommen sollte und nicht Dom.
Während Lace im Spital liegt und Dom tot ist, sind sowohl die Dagger Debs als auch die Silver Daggers ohne Anführer. Die Männer der Daggers sind eingeschüchtert und wollen nicht mehr gegen Crabs' Gang vorgehen. Doch Maggie erniedrigt unter Waffengewalt den stellvertretenden Anführer (Don Stark, später Bob Pinciotti in Die wilden Siebziger), übernimmt selbst das Kommando und die Mädchen jagen die Männer davon. Sie nennen sich fortan The Jezebels und verbünden sich mit einer feministisch-maoistischen afroamerikanischen Frauengang. Zusammen beschließen sie, die Gang von Crabs zu zerstören.
Als Lace aus dem Spital zurückkommt, sind ihre Mädchen von der Frauengang im Schießen mit M-16-Gewehren trainiert worden. Maggie übergibt die Gang wieder an Lace. Die Frauen planen gemeinsam Crabs' Gang anzugreifen, während er eine Essensausgabe für arme Kinder veranstaltet und dabei Drogen an sie verteilt. Bei der Schießerei kommen alle Mitglieder von Crabs' Gang ums Leben und auch Crabs wird von Patch getötet, ehe er Maggie sagen kann, von wem ihr vorheriger Plan verraten wurde.
Zurück im Hauptquartier feiert die Gang den Sieg. Doch Patch drängt Lace, Maggie loszuwerden. Sie behaupten, dass Maggie sie damals an die Crabs verraten habe. Doch die Mädchen glauben ihr nicht und es kommt zu einem Kampf zwischen Maggie und Lace, bei dem Lace getötet wird. Als die Polizei das Hauptquartier stürmt und die Mädchen festnimmt, bekennen sich alle stolz dazu, Jezebels zu sein und behaupten, Patch niemals zuvor gesehen zu haben.
Der Film endet damit, dass Maggie, bevor sie ins Polizeiauto gestoßen wird, verkündet, sie und die Jezebels würden über die Straßen herrschen, wenn sie wieder aus dem Gefängnis raus seien.

## Hintergrund
Die Idee, einen Film über eine Mädchengang zu produzieren, stammt von Filmemacher Frank Moreno, der von der Geschichte Patty Hearsts inspiriert wurde, die im Jahr 1974 Schlagzeilen machte. Der Plot des Films basiert auf Shakespeares Drama Othello mit vertauschten Geschlechterrollen. Shakespeare-Adaptionen waren häufig in Hills Filmen „versteckt“.
Obwohl Regisseur Jack Hill bei den Vorbereitungen für diesen Film mehrere Mitglieder von Mädchengangs befragte und ein ernsthaftes Drama plante, beschloss er dann einen „ausgeflippten Fantasyfilm“ daraus zu machen. So bietet der Film viele komödiantische Elemente und lockere Sprüche. Im Gegensatz zu anderen Exploitationfilmen zeigt der Streifen keine expliziten Darstellungen und blendet bei Gewalt- und Sexszenen entweder weg oder zeigt sie aus ausklammernden Perspektiven.
Der Film wurde mit einem Budget von 320.000 US-Dollar in zwölf Tagen gedreht. Es wurden keine Stuntmen verwendet. Während des Drehs wurden die Titel Playgirl Gang und The Jezebels verwendet, man beschloss ihn dann aber unter dem Namen Switchblade Sisters (Springmesser-Schwestern) zu veröffentlichen, obwohl dieser Name im Film nicht vorkommt. Jack Hill begründete dies damit, dass zu wenig Leute die mythologische Figur der Jezebel kennen würden.
Im Jahr 1994 wurde der Film von Quentin Tarantinos B-Movie-Verleihfirma Rolling Thunder Pictures in Kooperation mit Miramax wieder in die Kinos gebracht und später mit einem Kommentar von Hill und Tarantino auf DVD veröffentlicht.

## Kritiken
Der Film erhielt nur ein verhaltenes Presseecho. Der US-amerikanische Aggregator Rotten Tomatoes erfasst 56 % wohlwollende Kritiken und ordnet den Film als „Gammelig“ ein. Trotzdem erreichte der Film einen gewissen Kultstatus.

„Dilettantisch inszenierter und gespielter Film um eine New Yorker Schulmädchen-Gang, deren einziges ‚Lernziel‘ die Ausübung von Gewalt ist. Ein Zeugnis menschenverachtender Gesinnung.“

„‚Switchblade Sisters‘ ist ein Film von Jack Hill, da erwartet man in dieser Hinsicht keine Glanzlichter sondern einfach verdammt gute Unterhaltung und die liefert Hill hier wieder mal ab. Dem Film fehlt zwar sichtlich eine charismatische Hauptdarstellerin wie 70er-Jahre-Ikone Pam Grier in Hills bekanntesten Werken ‚Foxy Brown‘ und ‚Coffy‘, und Joanne Nail erreicht nie auch nur ansatzweise die Coolness von Grier, aber das ist schon der größte Schwachpunkt des Films. Sonst fährt ‚Switchblade Sisters‘ nämlich viele coole Sprüche und eine ganze Menge Action auf. Spätestens wenn die Silver Daggers sich auflösen und die Mädchen die Macht übernehmen, dann rockt der Film. Hill beweist mal wieder, dass kaum einer so gut wie er Frauenpower, unterlegt mit cooler Musik, inszenieren kann.“

„Ein netter, kleiner Film, voll mit all den reisserischen Elementen, Produktionseinlagen aus dem Stegreif und der bissigen Thematik, die Exploitationfilme zu den faszinierenden kulturellen Zeitkapseln und Filmschätzen machen, die sie sind.“